# دیاگو رینکون
دیاگو رینکون بازیکن فوتبال اهل برزیل است 